# 秦始皇兵马俑
秦始皇兵马俑又稱秦始皇陵兵马俑、秦陵兵马俑，位于中华人民共和国陕西省西安市临潼区西楊村。
秦始皇陵建于公元前246年至公元前208年，历时39年，是中国歷史上秦朝皇帝秦始皇的陵墓，也是中国第一个规模宏大、布局讲究且保存完好的帝王陵寝，现存陵冢高76米，陵园布置仿秦都咸阳，分内外两城，内城周长2.5公里，外城周长6.3公里。陵冢位于内城西南，坐西面东，放置棺椁和随葬器物的地方，为秦始皇陵墓建筑群的核心，目前尚未发掘完成。
据目前的考证，兵马俑坑位于秦始皇陵封土以东约955.5米处，普遍认为兵马俑位于秦始皇陵的外围，有戍卫陵寝的含义，是秦始皇陵墓有机组成部分。1987年，秦始皇陵墓及兵马俑坑被联合国教科文组织列入《世界遗产名录》。

## 历史
秦始皇即位后便开始兴建自己的陵墓，修建过程经其一生。秦始皇陵墓总面积达到50平方公里，包括现在的秦兵马俑和秦始皇陵。
秦始皇陵墓是世界上绝无仅有的帝陵。首先，各种原料来源要求严格，很多由专门工匠开采、加工。在建造过程中动用了大量人力、物力，有歷史學家認為最多时有70万人參加建設工程。
兵馬俑則不見於史籍，後世對其一無所知，也因此歷經二千餘年而能保存原貌。1974年3月29日陝西大旱，臨潼縣村民楊志發在挖井打水時意外發現兵馬俑碎片，當時村民稱這些陶塑為瓦爺。在人们初次见到兵俑时，兵俑衣着、武器的颜色还十分鮮艳，非常好看，历经两千年威武不减；但是在考古學家挖出土時，受空氣氧化影響，數分鐘內即渐渐剥落消失，只剩下一般大眾印象中的陶土色。1976年－1978年，考古队增添了考古、保护、照相、修复等人员，各项发掘工作全面开展。1979年10月1日，秦始皇兵马俑博物馆开始向国内外参观者展出。

## 類別
- 军士俑

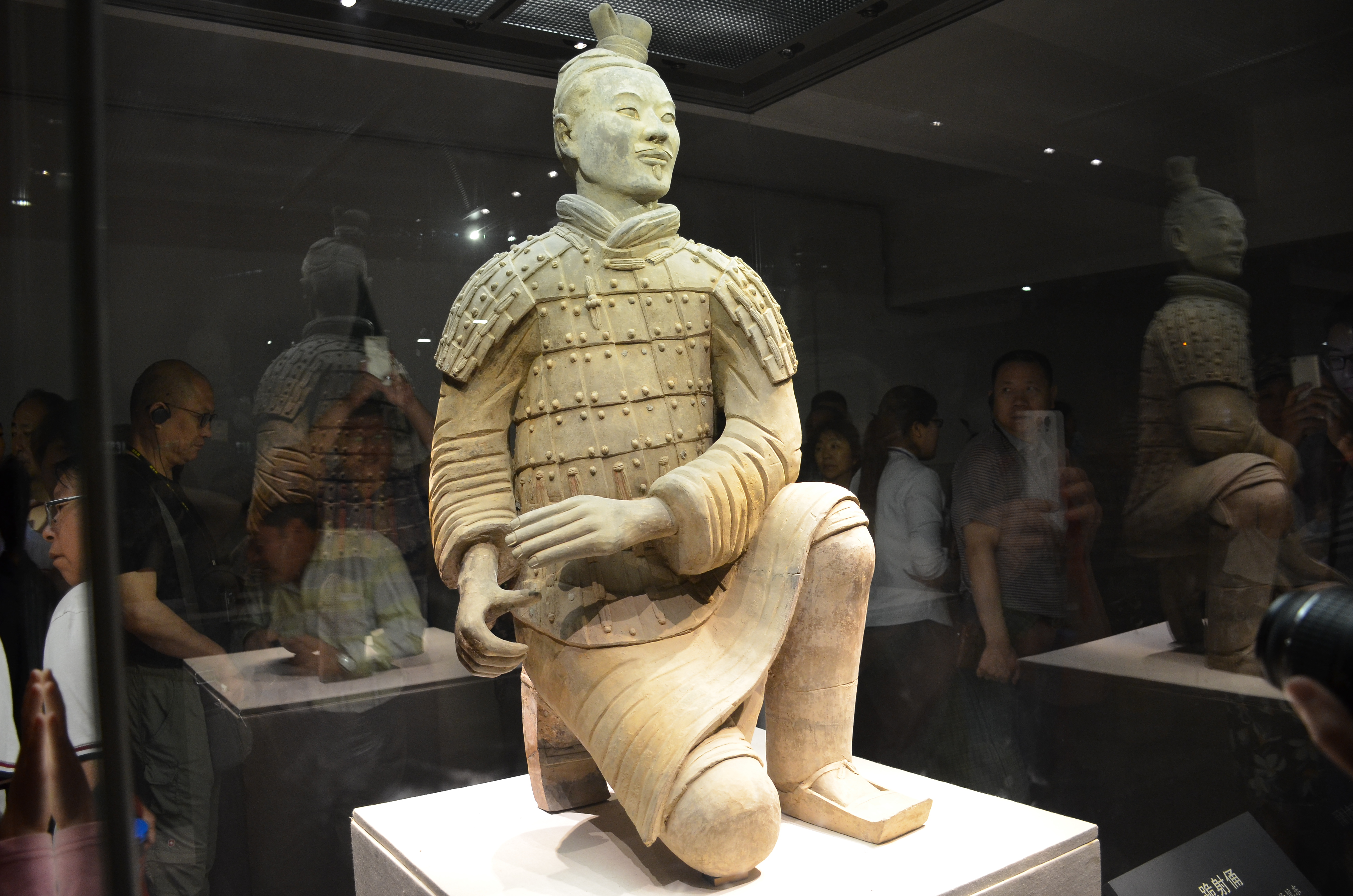
跪射俑

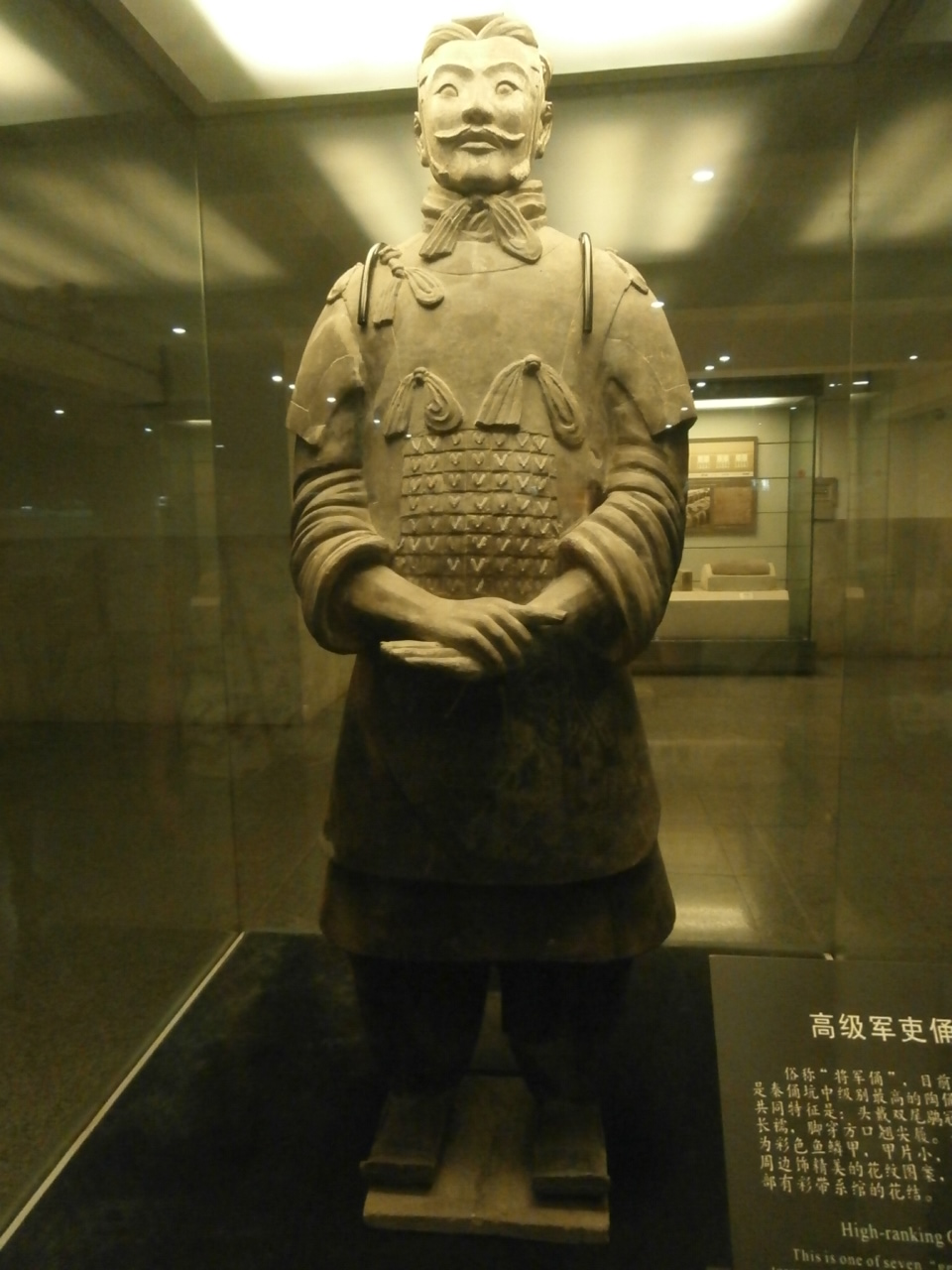
高级军吏俑

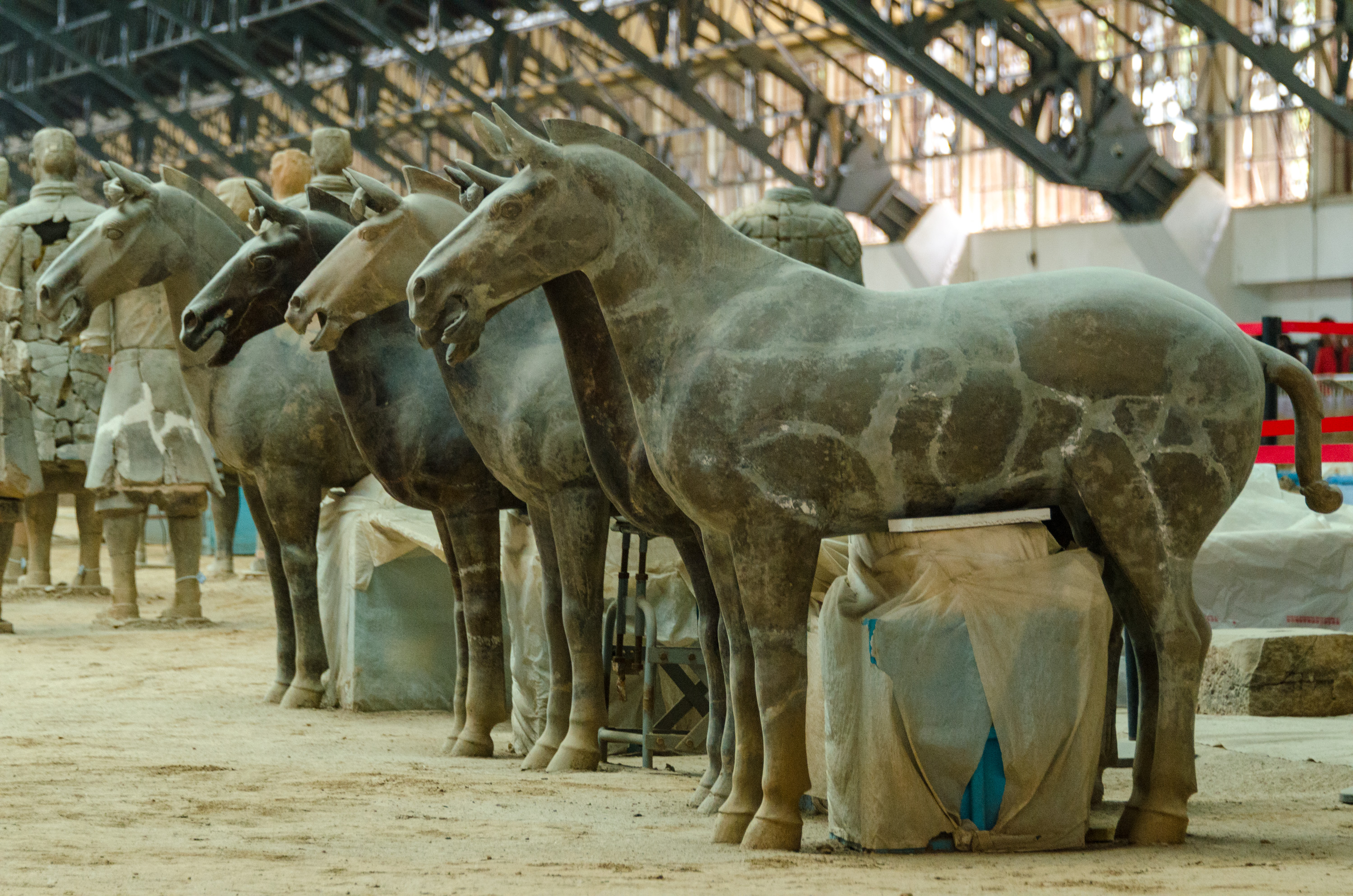
马俑

一般战车上有兩名军士，分别为车左俑和车右俑。车左俑身穿长襦，外披铠甲，胫着护腿，头戴中帻，左手持矛、戈、刀、戟等长兵器，右手作按车状。车右俑的装束与车左俑相同，而姿势相反。他们都是战车作战主力。从秦俑坑战车遗迹周围发现的兵器看，秦代战车上的车左和车右均手持戈、矛等格斗用长兵器及弓弩等致远兵器，说明战车上车左、车右的分工并不十分明确。在战车上，除了矛驭手和车左、车右俑外、还发现有指挥作战的军吏俑。军吏有高低之分，负有作战指挥的职责。
- 立射俑

在秦俑中是一个较为特殊的兵种，出土于二号坑东部，所持武器为弓弩，与跪射俑一起组成弩兵军阵。立射俑位于阵表，身着轻装战袍，束发挽髻，腰系革带，脚登方口翘尖履，装束轻便灵活。此姿态正如《吴越春秋》上记载的“射之道，左足纵，右足横，左手若扶枝，右手若抱儿，此正持弩之道也。”立射俑的手势，与文献记载符合，说明秦始皇时代射击的技艺已发展到很高的水平，各种动作已形成一套规范的模式，并为后世所承袭。
- 跪射俑

与立射俑一样，出土于二号坑东部，所持武器为弓弩，与立射俑一起组成弩兵军阵。立射俑位于阵表，而跪射俑位于阵心。跪射俑身穿战袍，外披铠甲，头顶左侧挽一发髻，脚登方口齐头翘尖履，左腿蹲曲，右膝着地，上体微向左侧转，双手在身体右侧一上一下作握弓状，表现出一个持弓的单兵操练动作。在跪射俑的雕塑艺术中，有一点非常可贵，那就是他们的鞋底，疏密有致的针脚被工匠细致地刻画出来，反映出极其严格的写实精神，让后世的观看者从秦代武士身上感受到一股十分浓郁的生活气息。
- 武士俑

即普通士兵，平均身高约1.8米。作为军阵主体，在秦俑坑中出土数量为最多，可依着装有异分为两类，即战袍武士和铠甲武士。他们作为主要的作战力量分布于整个军阵之中。战袍武士俑大多分布于阵表，灵活机动；铠甲武士俑则分布于阵中。两类武士皆持实战兵器，气质昂扬，静中寓动。
- 军吏俑

从身份上讲低于将军俑，有中级、下级之分。从外形上看，头戴双版长冠或单版长冠，身穿的甲衣有几种不同的形式。下級軍吏在兵陣中，以口令指揮陣勢。
- 骑兵俑

出土于一、二号坑，有116件，主要与独立战车相配合。由于兵种的特殊，骑兵的装束显然与步兵、车兵不同。他们头戴圆形小帽，身穿紧袖、交领右衽双襟掩于胸前的上衣，下穿紧口连档长裤，脚登短靴，身披短而小的铠甲，肩上无披膊，手上无护甲。衣服短小轻巧，一手牵马，一手持弓。从这种特殊的装束中，我们可以清楚地看出，从古代骑兵战术出发，骑士的行动敏捷是一项基本的要求。二号坊出土的骑兵形象，是迄今为止中国考古史上发现的最早的骑兵实物。因而对研究当时骑兵服饰和装备提供了十分珍贵的考古资料。
- 驭手俑

即驾驶战车者，在三座俑坑中均有出土，他们身穿长襦，外披铠甲，臂甲长及腕部，手上有护手甲，胫着护腿，脖子上围有颈甲，头上带有巾帻及长冠，双臂前举作牵拉辔绳的驾车姿态。由于古代战争中战车的杀伤力极强，因而驭手在古代战争特别是车战中，地位尤为重要，甚至直接关系着战争的胜负。
- 高级军吏俑

俗称将军俑，在秦俑坑中数量极少，出土不足十件，分为战袍将军俑和铠甲将军俑两类，其共同特点是头戴鹖冠，身材高大魁梧，气质出众超群，具有大将风度。战袍将军俑着装朴素，但胸口有花结装饰，而铠甲将军俑的前胸、后背以及双肩，共饰有八朵彩色花结，华丽多采，飘逸非凡，衬托其等级、身份，以及在军中的威严。
- 馬俑

與真馬一般大小，雙耳挺直、雙眼圓睜，精神煥發。

## 兵俑和所配武器

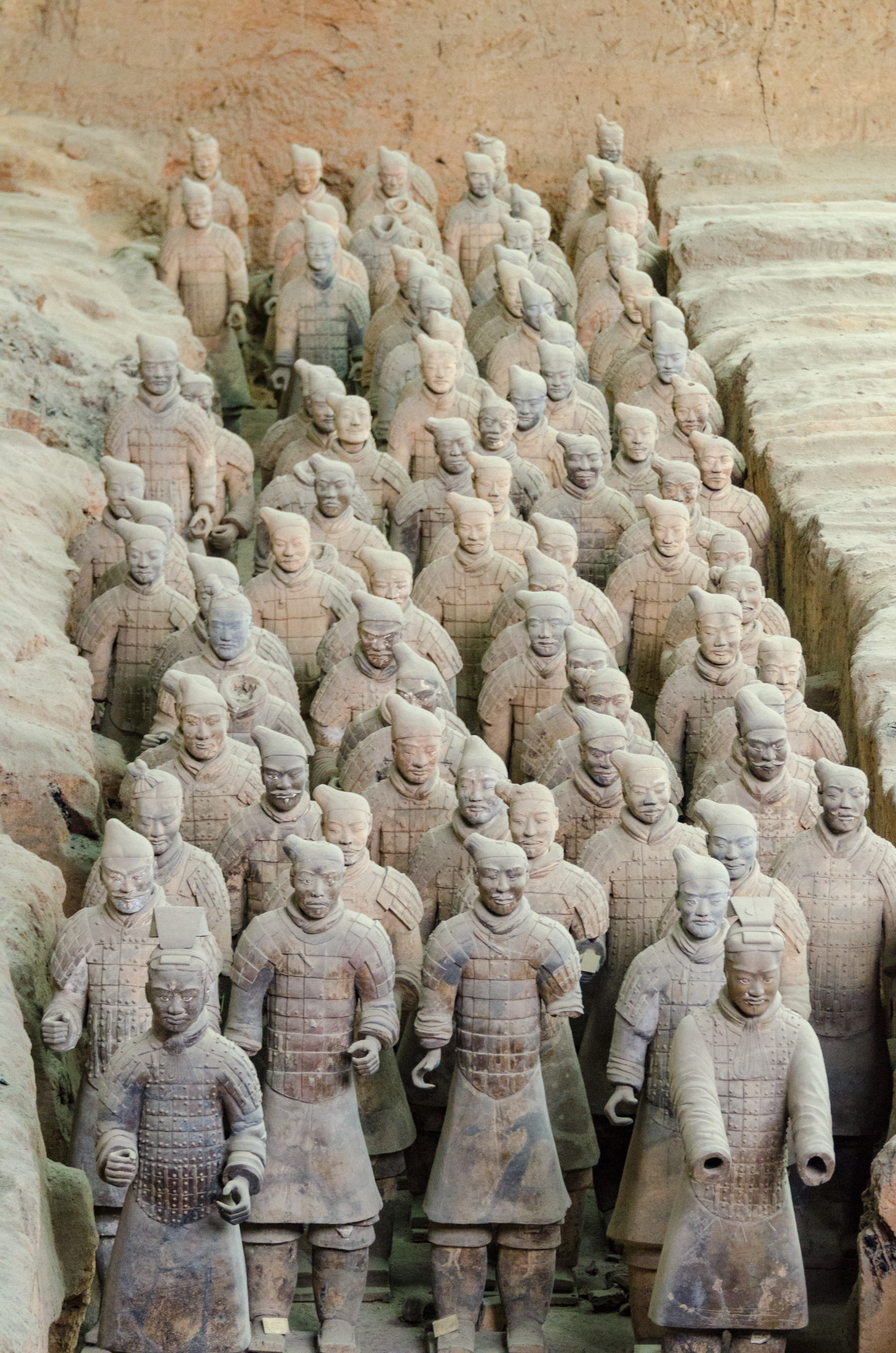
兵马俑阵型

歷史學家推測當時的陶俑是由上千甚至是萬名工匠加工燒製，全部为手工劳动，没有使用模具，但有八種常用臉型再做細部修改，並以裝配線方式組裝起來。所以现在看到的陶俑容貌各异，体态各不相同。所有陶俑的制作均按照秦军编制，包括各级军官、各兵种、战车、马匹等。在形状加工好之后，陶俑着色燒製。最后再加上真实的兵器、装备。各道加工完成后，按照秦军作战部署分兵种、级别逐一排列位置。因此有人认为所看到的兵马俑，是秦军的精确复制，另存在一种观点，即兵马俑的仪仗性质多于实战，不具有代表性。但兵俑的确完美再现了秦军的风范，军事学者可以通过兵俑增加对“强秦”的了解。由于陶俑的原形来源于真实的秦军将士，所以有研究者尝试通过他们的容貌了解秦代的风土人情。諸多兵器上鑄有「相邦呂不韋造」字樣也定死了兵马俑製造年代，從而屬於秦始皇的陵墓構成部分再無疑義。
从兵俑和所配备武器的分析中得到的结论是，秦军的弓箭部队配备多种箭矢，以应对复杂的战况。
秦军兵俑不戴头盔。有专家说，“不戴头盔是为了在战场上显出英勇的气势，可以压倒敌人。”有专家说是因为当时“刀”还没有大规模装备部队。当时的步兵武器主要是“刺杀武器”，如戟、剑。步兵作战，长距离用“戟”，近战用剑。因这些兵器大多用青铜制成，韧性差，砍杀时易折故多制成刺杀兵器。使用这些“刺杀武器”，攻击的部位大多是胸、腹部，因此秦兵马俑大都披有胸甲。因为作战时头部被“劈砍”的概率较小，普通秦军士兵是不戴头盔的。综合汉朝军队的情况来看，不戴头盔可能不是个别现象。汉朝步兵普遍不着头盔和护膊，头戴武冠。
另有一說兵馬俑不配戴頭盔，肇因於會遮蓋士兵的面容，這與不選擇大量製造相同人俑而選擇真人面相的製作理念相違，故兵馬俑之士兵不穿戴頭盔應極其合理。
四十年来，人们普遍认为，在2000年前，秦人开发了一种先进的铬酸盐转化膜技术来防止金属腐蚀。然而，2019年的研究表明，铬只是附近漆料的污染，而不是保护武器的手段。pH值弱碱性和小粒径的土壤环境有可能是保持武器不生锈的原因。

## 兵俑彩繪
實際上兵馬俑原漆有紫黑紅綠等十種顏色，但常出土與空氣接觸不到五分鐘即氧化剝落。2009年採用中德合作的彩繪保護技術成功將出土兵俑顏色留存下來；在2015年日本NHK特集節目裡，經處理的殘留顏色兵俑，已可暴露於空氣中展示。當中尤其以「漢紫」（Han Purple）最受矚目，1950年代合成紫色出現前，人們是用顏色調合方式配出紫色，然「漢紫」卻是人工合成的矽酸銅鋇顏料（BaCuSi2O6）。

## 争议

### 發現者
2015年6月1日，据中国之声报道，秦始皇兵马俑景点内售卖的由秦俑发现人签名的纪念书籍的签名颇受争议，每次所签出的签名都不一样，有学者认为此举误导游客。另外，秦始皇兵马俑发现人也一直有争议，先后出现过“三人说”、“七人说”、“九人说”，但各方说法不一。从考古意义上来说，秦俑的真正发现人是原临潼博物馆馆长赵康民。

### 希臘影響假説
主持過秦始皇陵考古發掘研究工作的段清波教授，與英國盧卡斯·尼可（Lukas Nickel）博士皆認為兵馬俑可能受到古希臘雕像文化影響。蓋因出土距兵馬俑前100年內的秦墓兵俑並不像兵馬俑如此巨大寫實，往後80年漢皇帝墓俑亦小巫見大巫。不光兵馬俑、青銅馬車等精細作法，秦始皇巡狩天下所留之刻石，也是以往中國沒有的。秦國位七國最西之處，既然可接納東方六國技術、文化、人材，同理吸收西方來的文化應無隔閡才是。
盧卡斯·尼可（Lukas Nickel）認為依據主要有四點，包括：
- 在新疆地區发现了歐洲人BC300年前的人體線粒體遺傳基因，表明早在絲綢之路開通前有歐洲人在中国活动。[12]
- 於秦始皇以前，大陸並沒有製作過真人大小的雕像，此想法很可能來自亞歷山大大帝的運動。
- 新翻譯的古代資料中說明，秦始皇建造兵馬俑的靈感來是來自西方12尊真人大小的雕像。
- 秦皇陵附近出土的舞女及馬戲雜耍雕塑，都明確地表現出運動中的骨骼、肌肉和肌腱結構，於逼真程度上能與希臘大師的作品媲美。

近代西方考古學家和藝術史學家一直希望找尋世界各地藝術和建築作品上的希臘文化印記，這種做法是源於「希臘中心主義」，該主義否定一切非希臘文明的歷史價值，然而兵馬俑之藝術體現並沒有妨礙到其作為該地區獨立發展的合理性。
針對盧卡斯的論述，反對者提出下列觀點：
- 兩者在制作材料、制作工艺上的巨大差異。希腊雕像多是以大理石雕刻而成；而秦兵马俑則是以陶瓷制成，是一件陶藝作品。
- 兵馬俑的制造動機有明显的中国傳統因素。在兵馬俑這類人俑前，先秦時期中國有人殉習俗，秦國並不鼓勵這類當時被視作陋習的習俗，講求傳統而革新出全身像人俑應屬合理且獨立的演變。[13]
- 在新疆地區的人群中的人體線粒體遺傳基因雖然與生活在歐洲的某族群相類似，但並不一定就是希臘人，而事实上一些希臘人獨有的遺傳基因並没有能够在新疆地區的人群中找到。盧卡斯·尼可只留意到兩者的相同之處，而沒有辦法看到他们之間明顯的不同之處。
- 兵馬俑之藝術體現並沒有妨礙到其作為該地區獨立發展的合理性。
- 中國以往古代文獻對兵馬俑並無記載及描述，因此盧卡斯所指之翻譯資料有偽造之嫌。[14]

上文所说的12尊雕像应该是指来自于《汉书·五行志》的记载：“史记秦始皇帝二十六年，有大人长五丈，足履六尺，皆夷狄服，凡十二人，见于临洮。天戒若曰，勿大为夷狄之行，将受其祸。是岁始皇初并六国，反喜以为瑞，销天下兵器，作金人十二以象之。”

## 秦始皇兵马俑博物馆

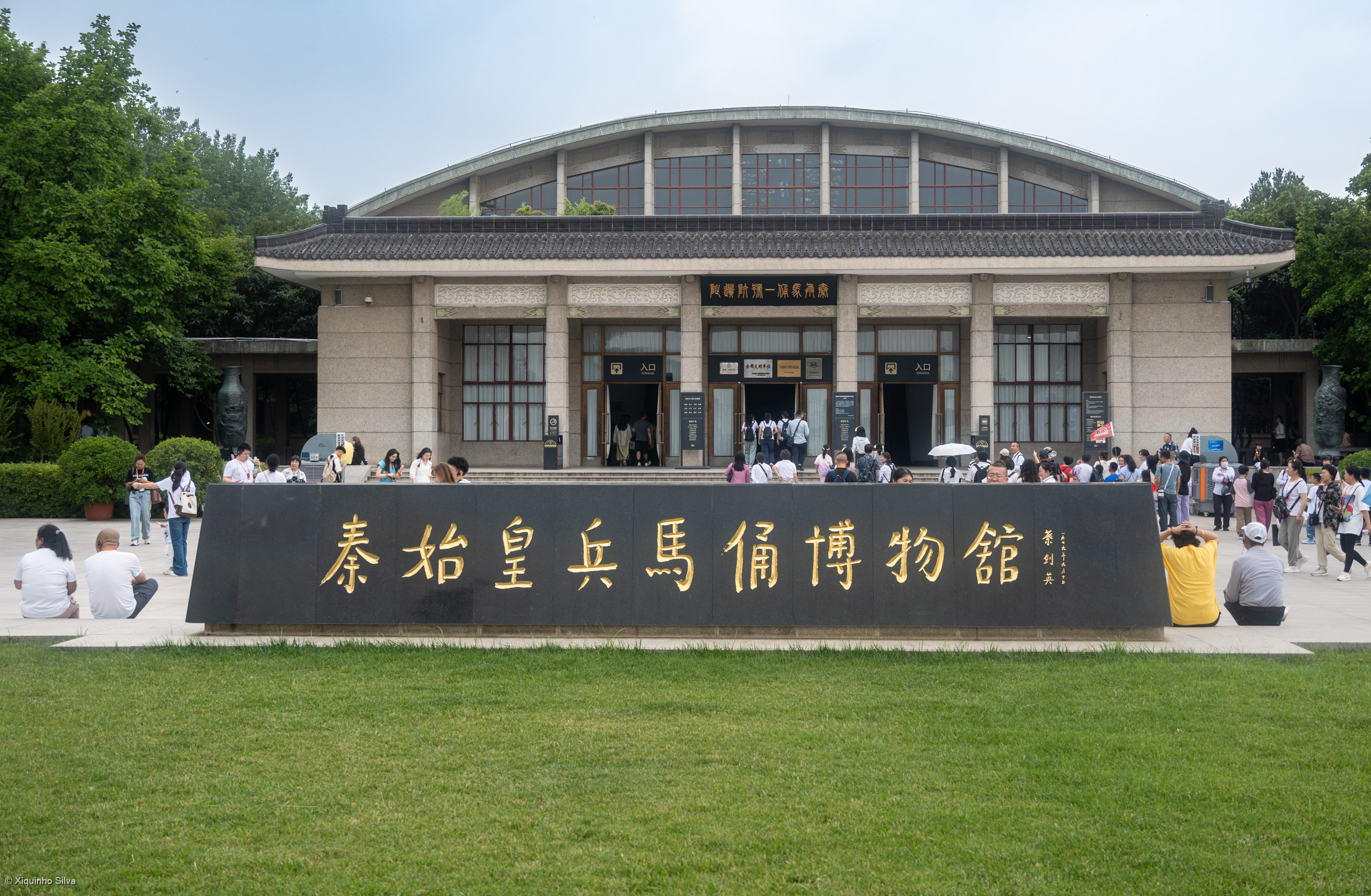
秦始皇兵马俑博物馆内的一号坑展馆

秦始皇兵马俑博物馆建设于兵马俑坑原址之上，位于西安市临潼区东7.5公里的骊山北麓，西距西安37.5公里。于1979年10月1日开放。首先开放一号坑，至1991年9月，三号坑正式对外开放。1994年9月，二号坑以边发掘边展出的方式向外界开放。秦始皇兵马俑博物馆与秦始皇帝陵遗址公园（丽山园）共同组成秦始皇帝陵博物院。

## 流行影片
- 1989年中國電影《秦俑》
- 2005年中國電影《神話》
- 2005年纪录片《复活的军团》
- 2008年美國電影《神鬼傳奇3》
- 2011年中国电视剧《古今大战秦俑情》
- 2024年Netflix紀錄片《兵马俑揭秘》

## 圖片

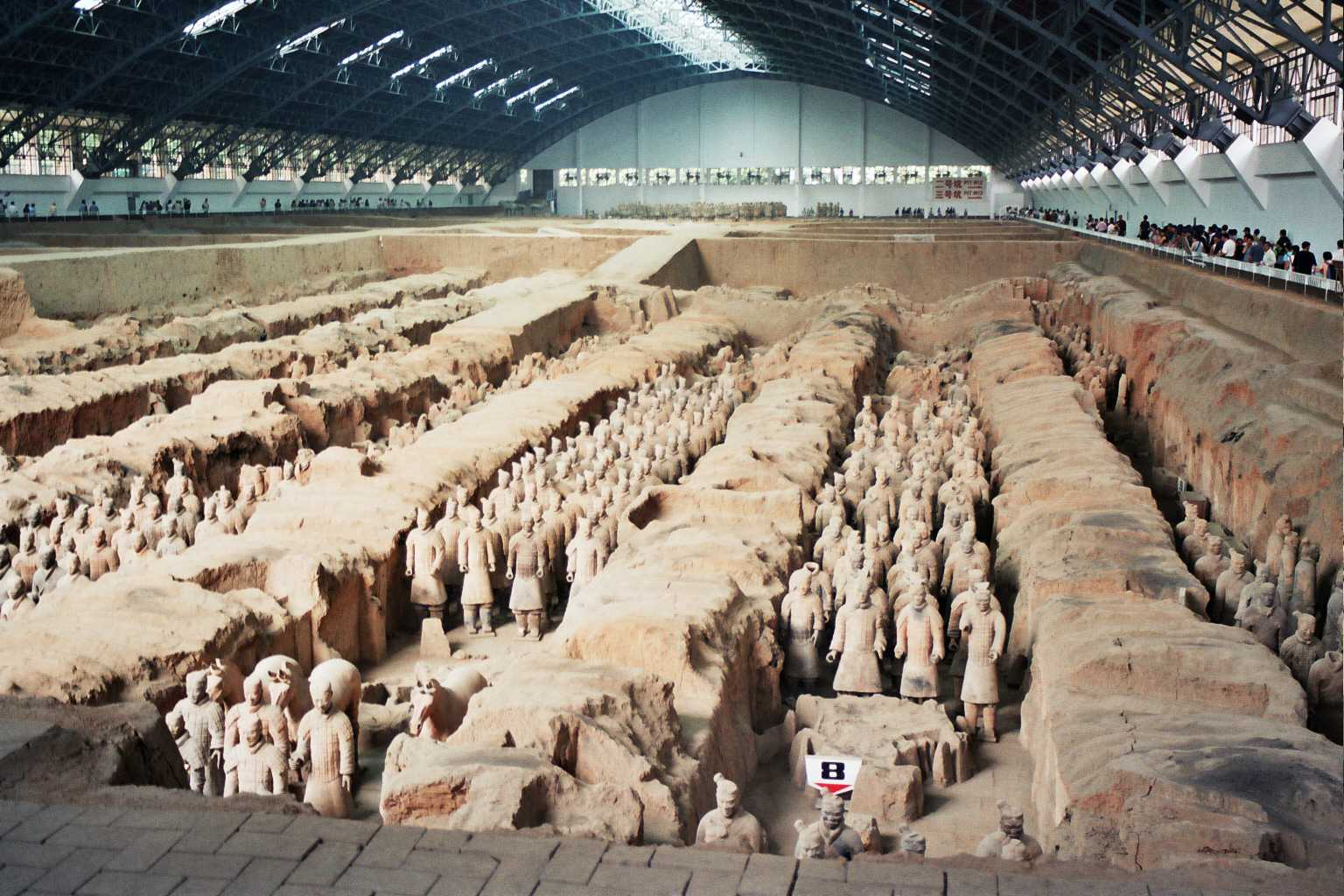
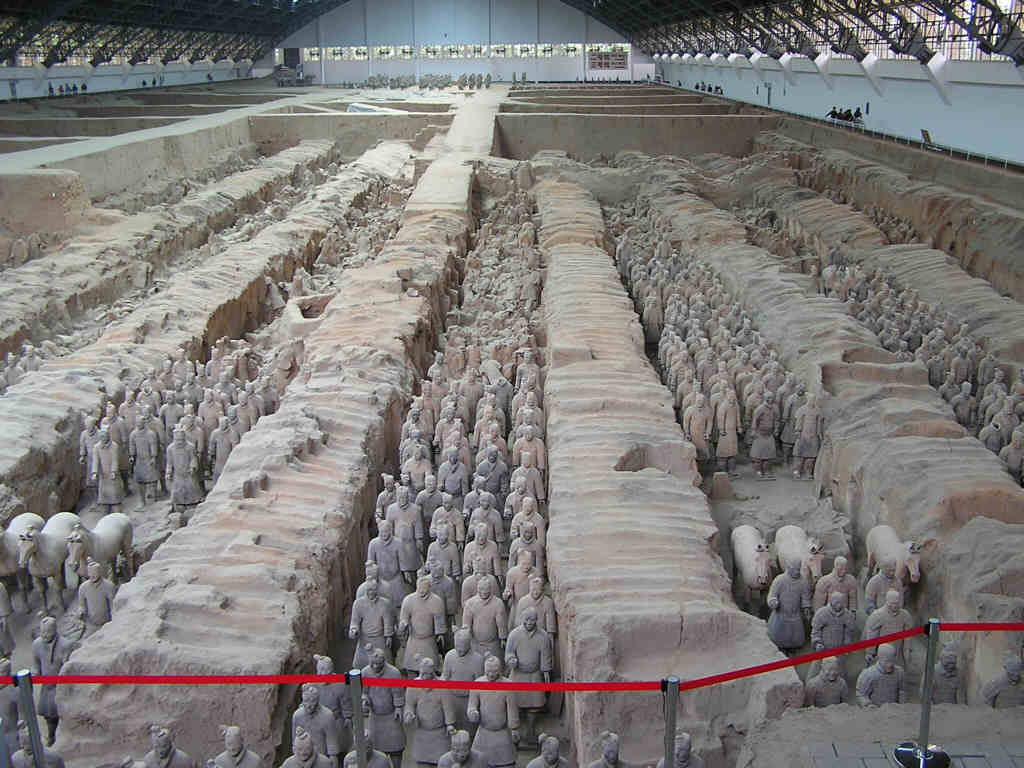
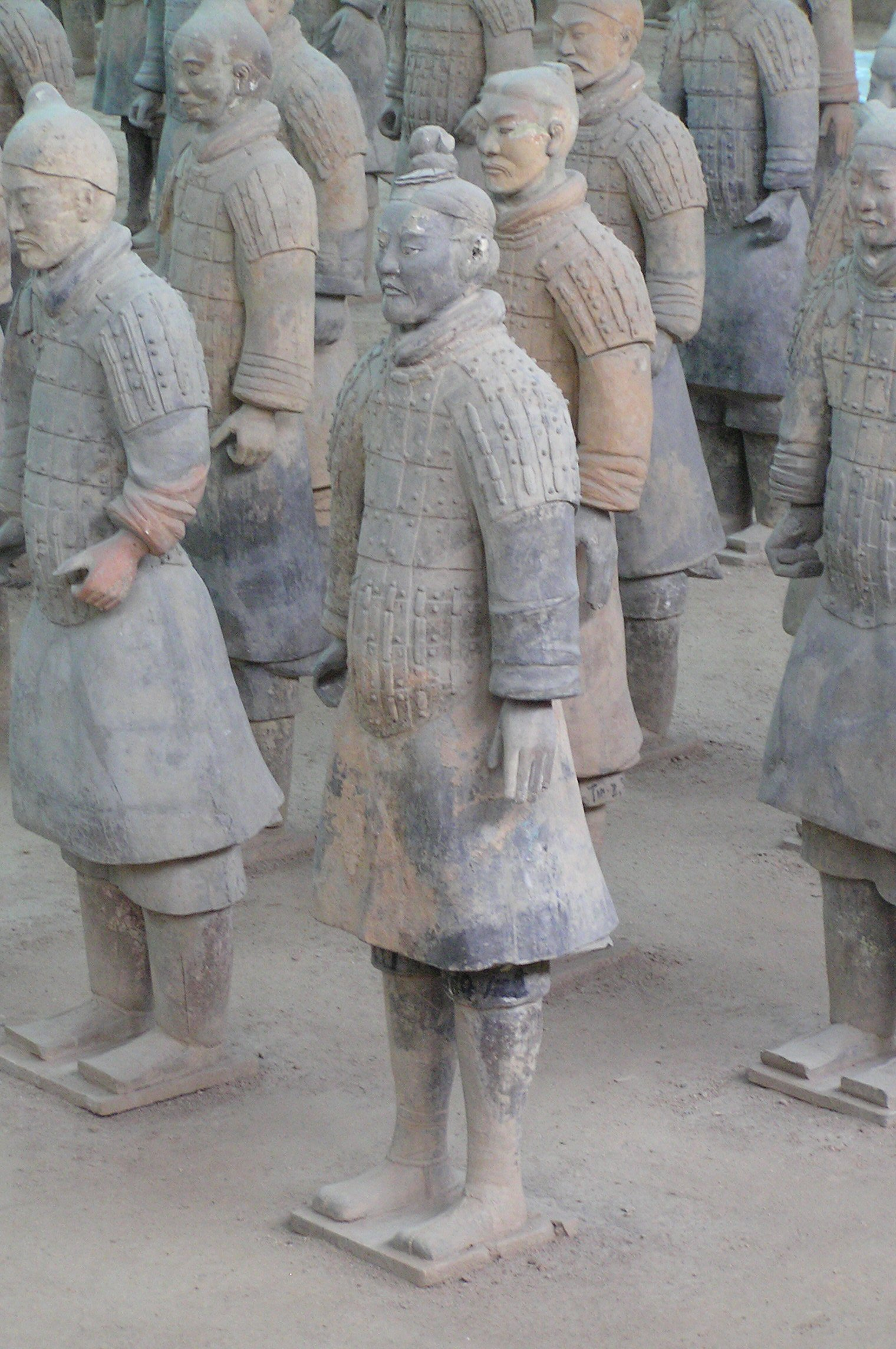
一隊的兵馬俑站在第一坑後面
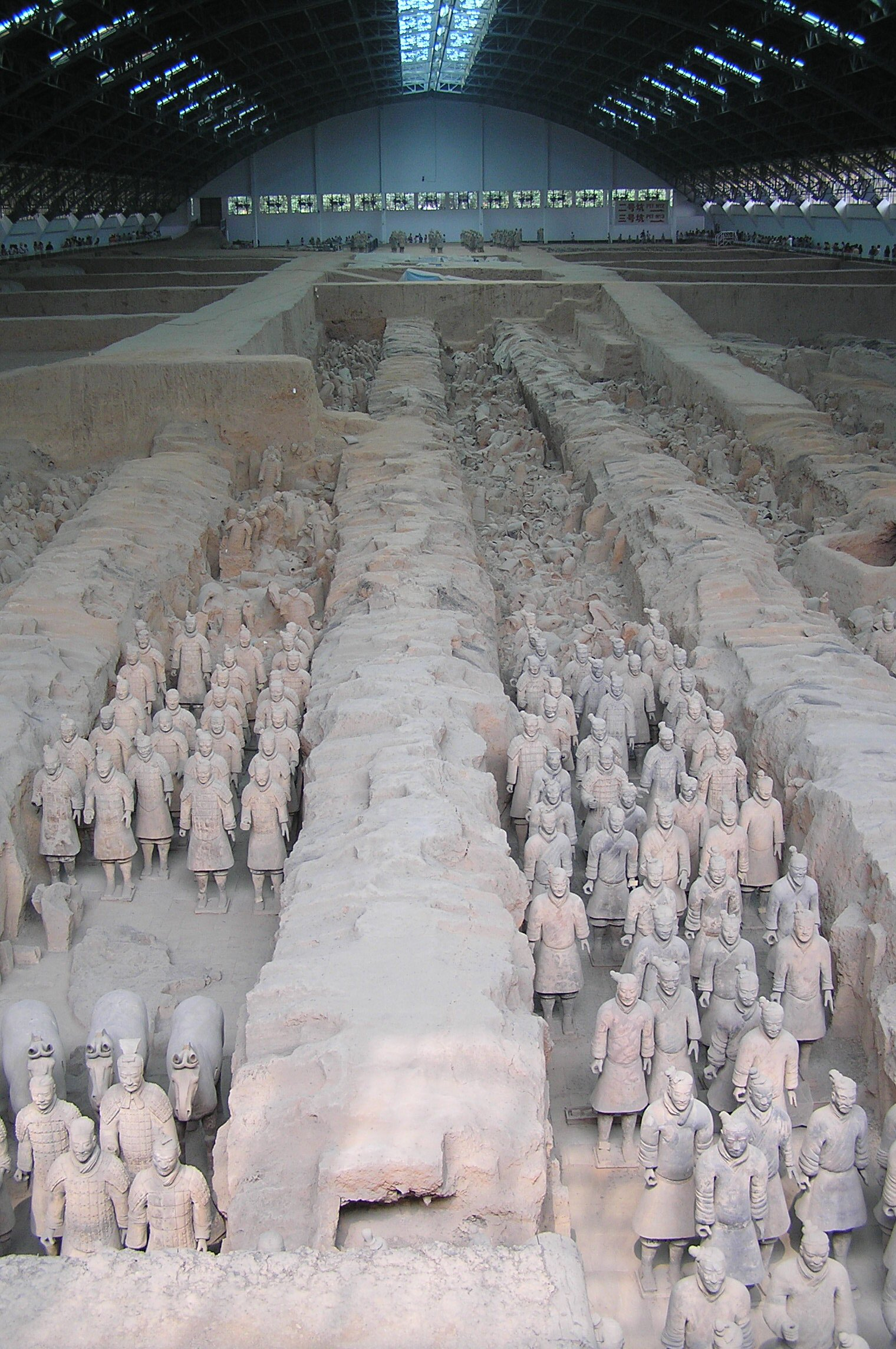
兵马俑，第一坑
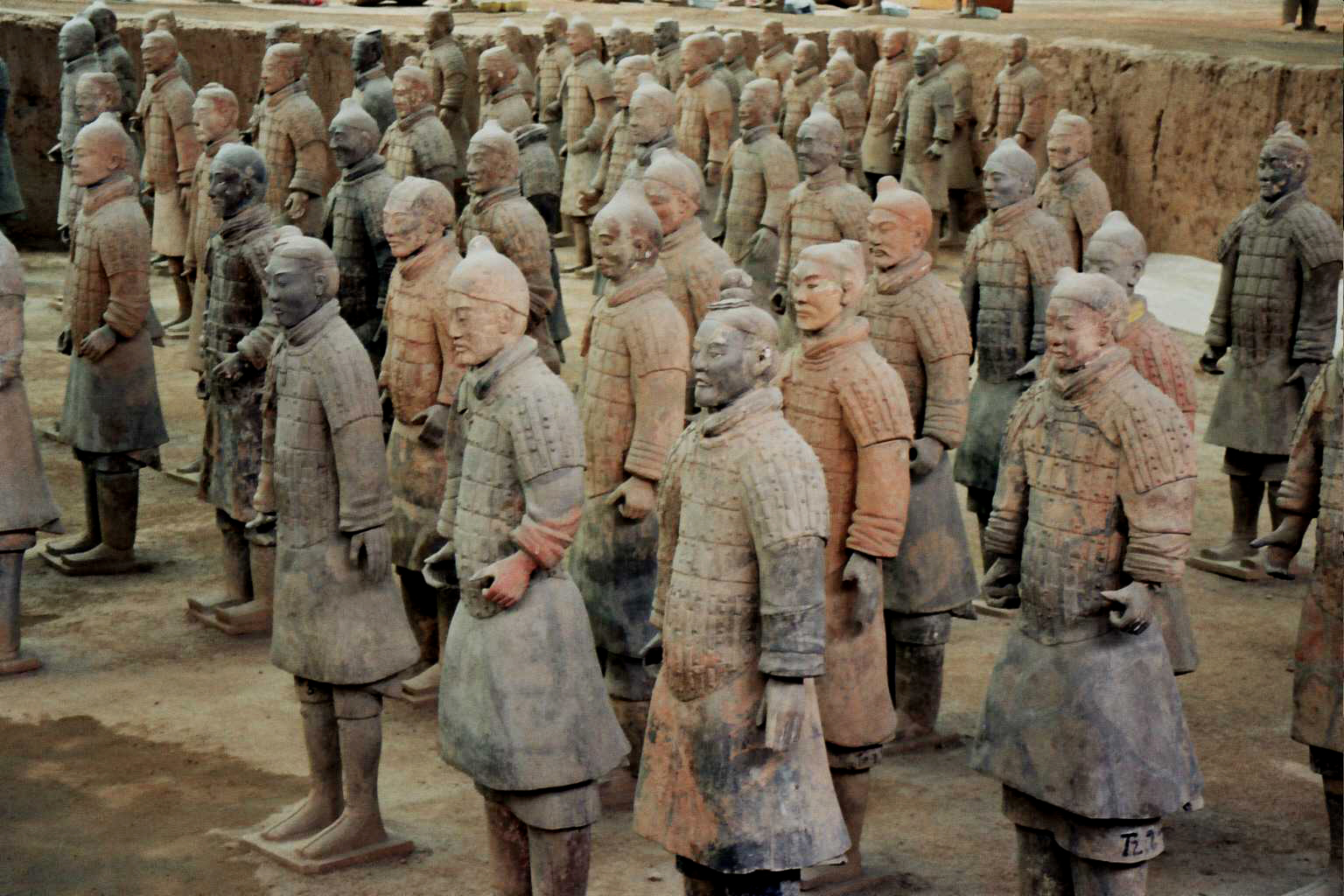
兵马俑，第一坑
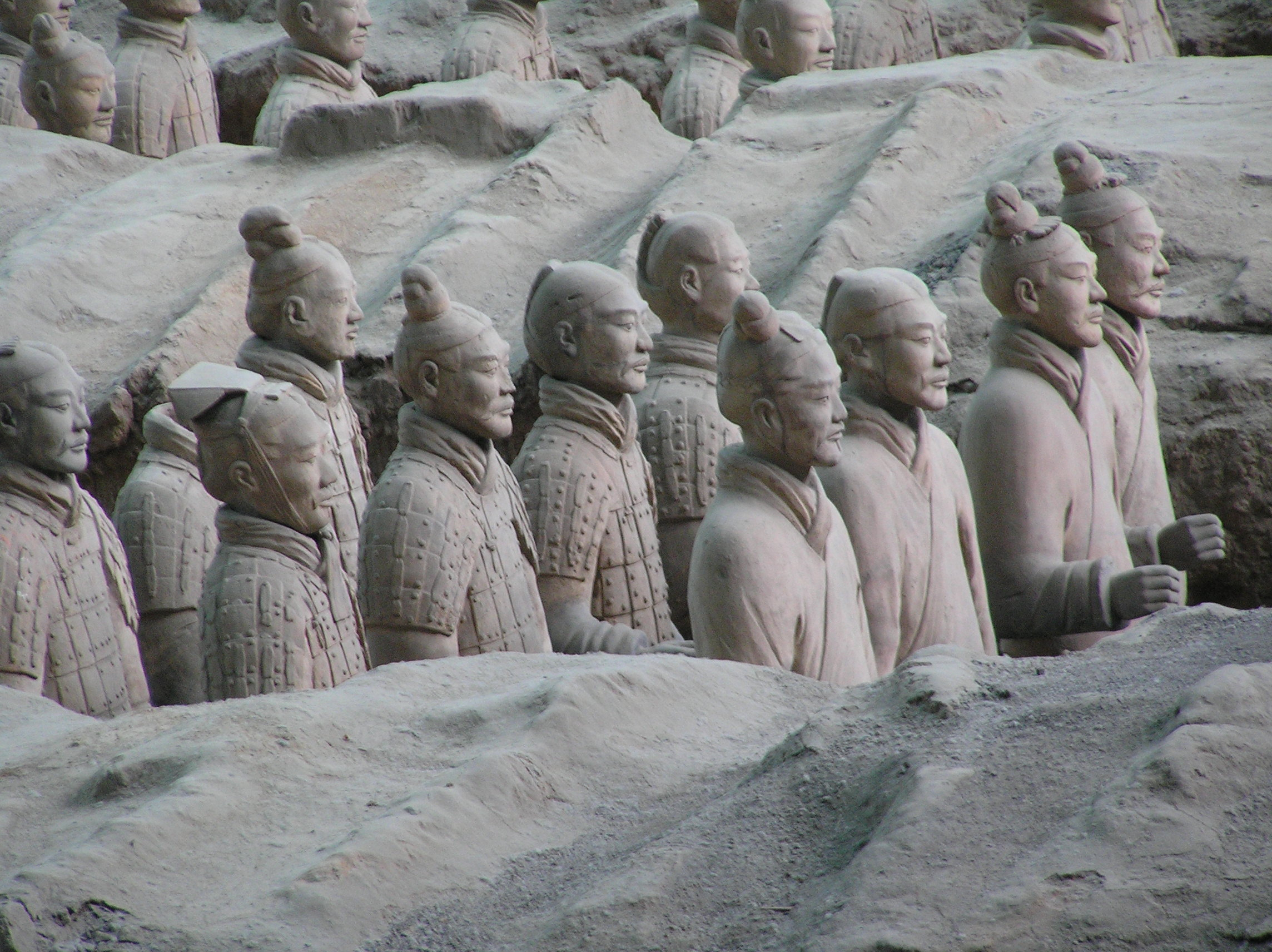
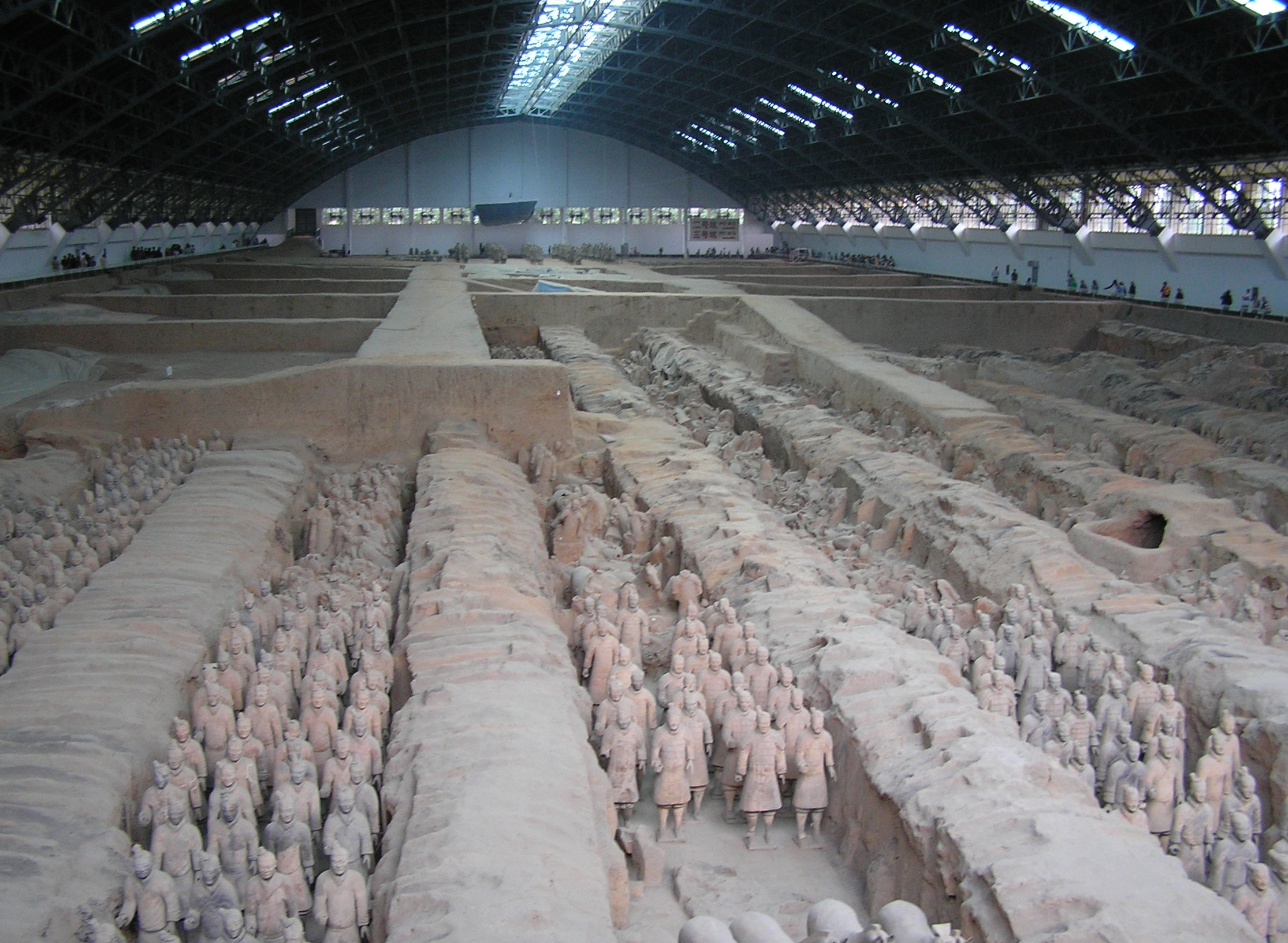
最大的兵马俑坑
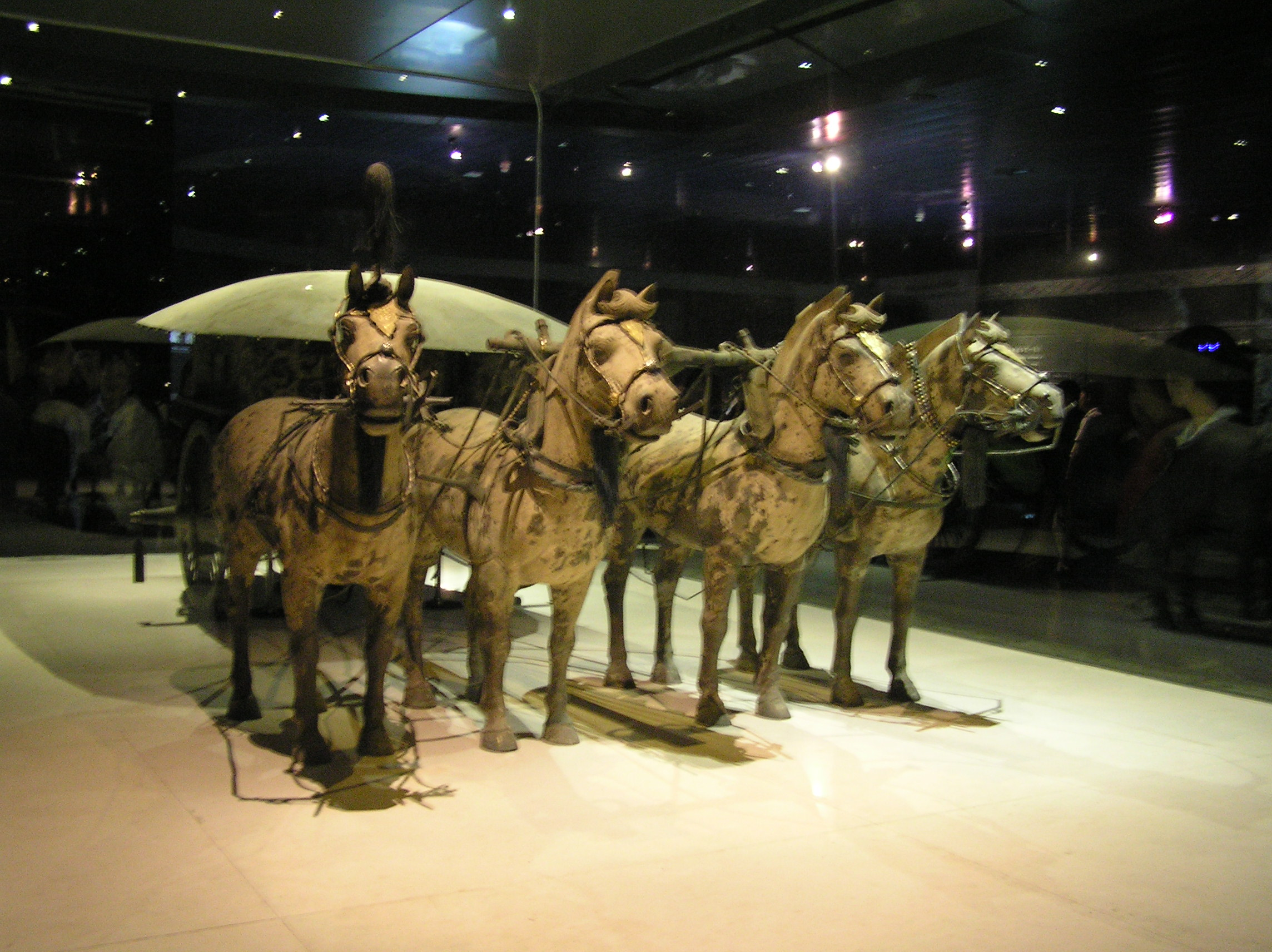
四匹銅馬和一架銅馬車（當時的馬：蒙古馬，相較於現代常見的龍馬體型較小）

在2017年5月18日国际博物馆日，百度百科使用360全景成像技术在其主题网页展示了西安兵马俑1号展坑360环景照片（200亿像素） （页面存档备份，存于）。